# Rudolf Stahl
Rudolf „Rudi” Wilhelm Stahl (Darmstadt, 1912. február 11. – Groß-Gerau, 1984. június 7.) olimpiai bajnok német kézilabdázó.
Részt vett az 1936. évi nyári olimpiai játékokon, amit Berlinben rendeztek. A kézilabdatornán játszott, amit a német válogatott meg is nyert. A csapat veretlenül lett bajnok és mindenkit nagy arányban győztek le.
Civil foglalkozása rendőr volt.